# Caffrocrambus ochreus
Caffrocrambus ochreus là một loài bướm đêm trong họ Crambidae.